# Julian Stawiński

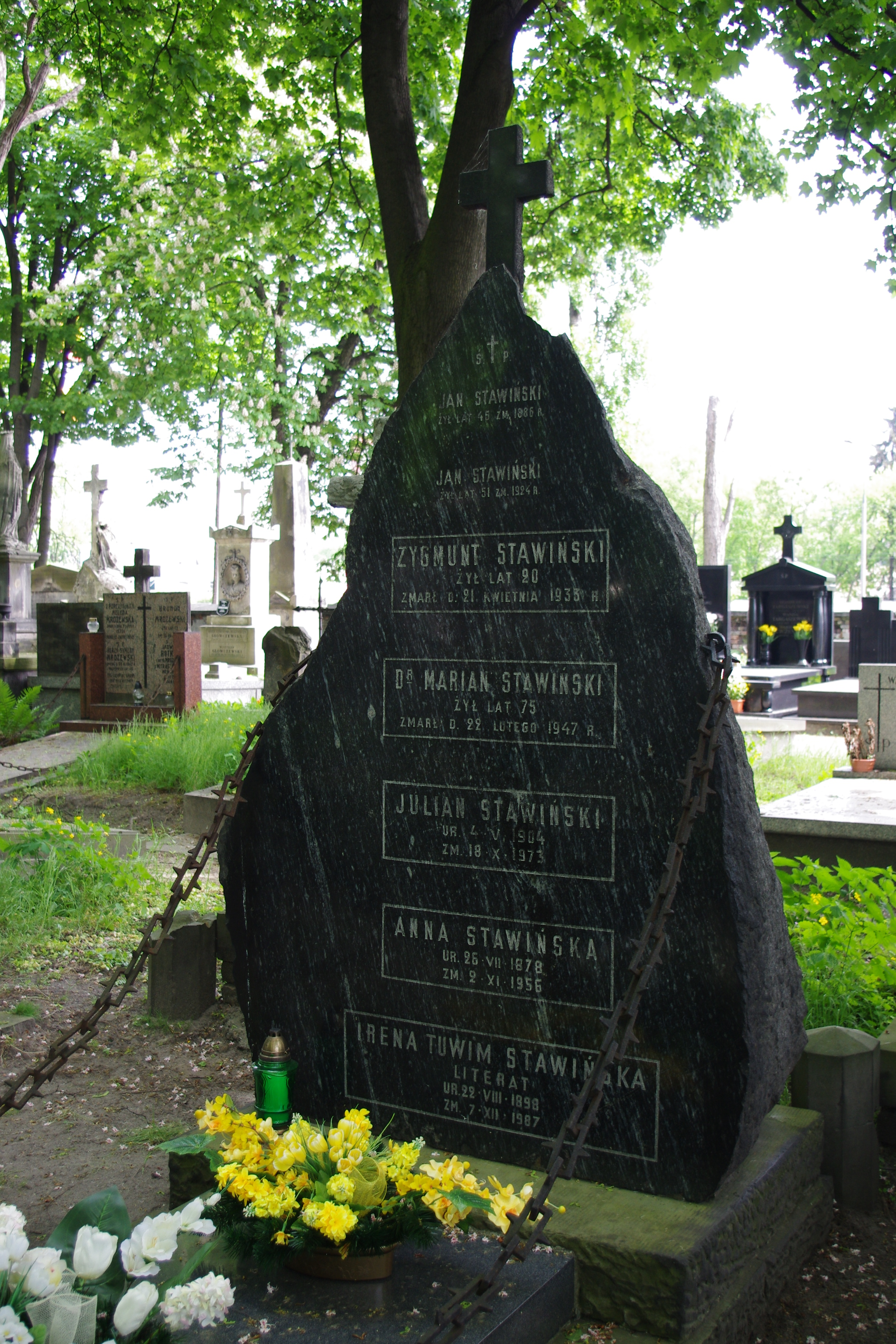
Grób tłumacza Juliana Stawińskiego i jego żony tłumaczki Ireny Tuwim na Starych Powązkach w Warszawie

Julian Stawiński (ur. 1 maja 1904 w Płoskirowie, zm. 19 października 1973 w Warszawie), tłumacz z języka angielskiego i rosyjskiego oraz redaktor pionierskich antologii fantastycznych w Polsce; mąż Ireny Tuwim. 

## Życiorys
Doktor prawa. Przed wojną najpierw sędzia w Ostrowi Mazowieckiej, potem adwokat i radca prawny w Warszawie. Po wybuchu wojny razem z żoną, przez Rumunię i Francję, przedostał się do Wielkiej Brytanii, gdzie mieszkali do początku 1945 r. Po krótkim pobycie w Kanadzie, u brata żony, znanego poety Juliana Tuwima, został zatrudniony przez władze komunistycznej Polski jako attaché ambasady PRL w Waszyngtonie. W 1947 r. wrócił do kraju i zajął się pracą literacką. 
Miał młodszego brata Tadeusza Stawińskiego (ur. 23 stycznia 1905 w Płoskirowie, zm. 10 kwietnia 1986 w Bielsku-Białej) lekarza-okulistę mieszkającego w Bielsku-Białej.
Spoczywa na cmentarzu Powązkowskim w Warszawie (kw. 161-4-36).

## Redakcja antologii
- Rakietowe szlaki (1958)
- W stronę czwartego wymiaru (1958)
- Kryształowy sześcian Wenus (1966)

## Wybrane tłumaczenia
- Isaac Asimov - Pozytronowy detektyw
- Oscar Wilde - Szczęśliwy książę i inne opowiadania
- Harriet Beecher Stowe - Chata wuja Toma (z Ireną Tuwim)
- Edith Nesbit - Czarodziejskie miasto (z Ireną Tuwim), Zaczarowany zamek
- Ilja Tołstoj - Wspomnienia o moim ojcu
- Benjamin Franklin - Żywot własny
- Jack London - Żelazna Stopa; Mieszkańcy otchłani
- Żan Griwa - Opowiadania o Hiszpanii (z Ireną Tuwim)
- Dexter Masters - Wypadek

## Twórczość własna
- Pożar na Kapitolu
- Mark Twain